# Наташа Зверева
Наталия „Наташа“ Зверева (на беларуски: Наталля Зверава; на руски: Наташа Зверева) е бивша тенисистка от Беларус.
Тя е първият по-виден атлет от постсъветските страни, който изисква да запазва за себе си това, което изкарва от турнирите.
Отборът на Зверева и Джиджи Фернандез печели повече титли на двойки в турнири от Големия шлем, отколкото всеки друг тим до появата на отбора на Мартина Навратилова и Пам Шрайвър.